# Franco Gibbons
Francisco Bares Gibbons ist ein palauischer Politiker. Im Januar 2018 wurde er der jüngste Governor of Koror. Davor war er Vice Speaker von Koror.

## Karriere
Er hat einen Bachelor in Betriebswirtschaft von der University of Hawaiʻi at Hilo. Im Juni 2020 spendete Gibbons 100 Sack Reis an die Division of Correction und 200 Sack Reis an das Gesundheitsministerium.
Am 10. Juni 2021 kündigte er an, bei den Wahlen im November 2021 zur Wiederwahl anzutreten. Weitere Kandidaten waren der ehemalige Governor Yositaka Adachi, Speaker Alan Marbou und der ehemalige Speaker Eyos Rudimch. Rudimch gewann die Wahl und Gibbons wurde Vierter. Im November 2022 wurde er in mehreren Anklagepunkten für schuldig befunden, darunter Amtsmissbrauch, Verstößen gegen die Ethik und Manipulation von Regierungsunterlagen.

## Persönliches
Gibbons ist verheiratet mit Yuki Ngotel und hat zwei Kinder. Er führt den Titel Ngiraikelau, den zweithöchsten traditionellen Häuptlingstitel in Koror.